# Veliki Vitao
Veliki Vitao (srbochorvatsky Велики Витао, 2397 m n. m.) je hora v pohoří Bioć v severozápadní části Černé Hory. Nachází se na území opštiny Plužine nedaleko bosensko-černohorské státní hranice. Veliki Vitao je nejvyšší horou celého pohoří.